# Умлеканский сельсовет
Умлека́нский сельсове́т — сельское поселение в Зейском районе Амурской области.
Административный центр — село Умлекан.

## История
31 октября 2005 года в соответствии с Законом Амурской области № 73-ОЗ муниципальное образование наделено статусом сельского поселения.

## Население
| 2002 | 2010 | 2011 | 2012 | 2013 | 2014 | 2015 |
| ---- | ---- | ---- | ---- | ---- | ---- | ---- |
| 544  | ↘388 | ↘386 | ↗394 | ↗396 | ↘395 | ↘365 |
| 2016 | 2017 | 2018 | 2021 |      |      |      |
| ↘348 | ↘347 | ↘340 | ↘319 |      |      |      |

## Состав сельского поселения
| № | Населённый пункт | Тип населённого пункта       | Население |
| - | ---------------- | ---------------------------- | --------- |
| 1 | Рублёвка         | село                         | ↘84       |
| 2 | Умлекан          | село, административный центр | ↘256      |